# Gebhard Werner von Bartensleben
Gebhard Werner von Bartensleben (* 17. Februar 1675 in Wolfsburg; † 6. Januar 1742 in Hannover) war ein Schatz- und Geheimrat von Braunschweig und letzter männlicher Vertreter der Adelsfamilie von Bartensleben.

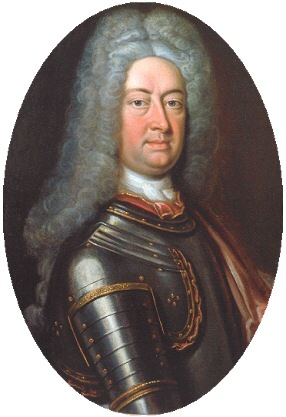
Gebhard Werner von Bartensleben

## Leben
Der Stammsitz der Familie von Bartensleben war seit dem 14. Jahrhundert Schloss Wolfsburg. Hier wurde von Bartensleben als Sohn Johann Daniel von Bartenslebens (1633–1689) und dessen Gemahlin Anna Adelheid (geborene von Veltheim, 1631–1706) geboren. Er war ein Vasall Preußens, Kurhannovers und des Fürstentums Wolfenbüttel. Von seinem Schloss aus verwaltete er ausgedehnte Ländereien in der Umgebung und in der Altmark.
Von Bartensleben war viele Jahre hindurch als führendes Mitglied im engeren Ausschuss der Braunschweiger Landstände tätig. Dieser Ausschuss vertrat die Interessen des Landes gegenüber dem Herzogtum Braunschweig-Wolfenbüttel. Am 5. September 1739 stiftete er für die Kirche in Speningen (Späningen in der Altmark) ein Kupferdach.

## Familie
Verheiratet war er seit 1697 mit Anna Elisabeth (geborene von Bodenhausen). Aus dieser Ehe gingen mehrere Kinder hervor. Die Söhne Hans Daniel († 1720), Kraft Burkhard († 1719) und Carl Ludwig († 1714). Die Tochter  Anna Adelheit Catharina (1699–1756), die seit 1718 mit Adolph Friedrich von der Schulenburg (1685–1741) vermählt war, sowie zwei Schwestern, die frühzeitig verstarben. Die beiden ältesten Söhne erkrankten an den Blattern und starben während ihrer Studienzeit kurz nacheinander.

## Untergang der Linie von Bartensleben
Von Bartensleben versuchte vergeblich, die ihm anvertrauten Lehen für seine Tochter Anna Adelheid vor dem nach seinem Tode drohenden Zugriff durch die Lehensherren zu sichern, da er keinen männlichen Erben vorzuweisen hatte. Lediglich für seinen Schwiegersohn konnte er Anwartschaften auf die kurhannoverschen und preußischen Lehen erringen. Zunächst hatte er von den Braunschweiger Lehensherren ebenfalls eine Anwartschaft zugesichert bekommen, als jedoch das Haus Bevern unter ihrem Fürsten Ferdinand Albrecht II. die Regierung im Fürstentum Wolfenbüttel übernahm, wurde diese Übereinkunft für nichtig erklärt. Von Bartensleben wollte dies nicht akzeptieren, konnte jedoch letztlich diese Gebiete nicht für seine Familie sichern. Sein Gesundheitszustand hatte sich zudem sehr verschlechtert und es wurde mit seinem baldigen Tod gerechnet. Der Braunschweiger Herzog beschloss, im Falle seines Ablebens die Lehen sofort wieder in Besitz zu nehmen, denn er befürchtete, dass die Familie von Bartensleben sich mit Unterstützung von kurhannoverschen oder preußischen Truppen diese Ländereien anzueignen gedachten. Der braunschweigische Herzog hatte daher Spione in die Wolfsburg eingeschleust, die ihn über den Zustand des Hausherren unterrichten sollten. Um dieser Überwachung zu entkommen und um sich eine bessere medizinische Versorgung angedeihen zu lassen, ließ sich der Herr von Bartensleben nach Hannover bringen. Er verstarb jedoch noch während seines dortigen Aufenthalts im Gasthaus London. Die Ländereien des braunschweigischen Lehens derer von Bartensleben fielen nach seinem Tod an das Fürstentum Braunschweig-Wolfenbüttel. Herzog Karl I. verkündete den Heimfall des Vorsfelder Werders an sein Haus und wandelte dieses anschließend in das Amt Vorsfelde um. Das Grab von Gebhard Werner von Bartensleben befindet sich in der Gruft der St.-Marien-Kirche in Alt-Wolfsburg. Im Kirchenschiff steht zu seinem Andenken ein monumentales Rokoko-Epitaph von fünf Metern Höhe.
In den Besitz der Grafen von der Schulenburg gingen über seine Tochter nach seinem Tod die Wolfsburg sowie die Besitzungen in Brome, die seit dem Ende des 16. Jahrhunderts zum Besitz derer von Bartensleben gehörten. Zu diesen gehörten die Ortschaften Brome, Altendorf, Benitz, Croje, Ehra, Lessin, Voize, Wiswedel und Zicherie.

## Schriften
- Caspar Johann Bismarck, Herzogliches Gymnasium Wolfenbüttel (Hrsg.): Theses Miscellaneæ. Quas Ex Historicis, Ethicis, Politicis, Jure Publico, & Jure Privato depromptas. (= juristische Dissertation, Ritterakademie Wolfenbüttel, vorgelegt von Gebhard Werner von Bartensleben am 12. Mai 1691.)  Wolfenbüttel 1691, OCLC 254199053.